# Voile aux Jeux asiatiques de 2006
Les compétitions de voile aux Jeux asiatiques de 2006 se sont déroulées du 5 au 13 décembre 2006 au Doha Sailing Club, à Doha, au Qatar. Quatorze épreuves (quatre féminines, six masculines et quatre mixtes) s'y sont tenues.

## Tableau des médailles
| Voile    | Voile aux Jeux asiatiques de 2006 | Voile aux Jeux asiatiques de 2006 | Voile aux Jeux asiatiques de 2006 | Voile aux Jeux asiatiques de 2006 | Voile aux Jeux asiatiques de 2006 |
| Position | Pays                              | Or                                | Argent                            | Bronze                            | Total                             |
| Position | Pays                              |                                   |                                   |                                   | Total                             |
| 1        | Singapour                         | 5                                 | 3                                 | 2                                 | 10                                |
| 2        | Chine                             | 4                                 | 1                                 | 1                                 | 6                                 |
| 3        | Japon                             | 1                                 | 4                                 | 1                                 | 6                                 |
| 4        | Hong Kong                         | 1                                 | 2                                 | 0                                 | 3                                 |
| 5        | Thaïlande                         | 1                                 | 1                                 | 3                                 | 5                                 |
| 6        | Corée du Sud                      | 1                                 | 1                                 | 2                                 | 4                                 |
| 7        | Malaisie                          | 1                                 | 0                                 | 1                                 | 2                                 |
| 8        | Inde                              | 0                                 | 1                                 | 1                                 | 2                                 |
| 9        | Qatar                             | 0                                 | 1                                 | 0                                 | 1                                 |
| 10       | Birmanie                          | 0                                 | 0                                 | 2                                 | 2                                 |
| 11       | Indonésie                         | 0                                 | 0                                 | 1                                 | 1                                 |